# 福岡市立こども病院
福岡市立こども病院は、福岡県福岡市東区香椎照葉五丁目にある病院。
神戸市以西で唯一の小児専門の高度医療機関である。
周産期センター（56床）とICU・小児一般病棟（117床）で構成される。

## 沿革
1980年（昭和55年）に福岡市立こども病院・感染症センターとして福岡市中央区唐人町に開院した。
2002年12月に福岡市病院事業運営審議会が福岡市長に提出した答申では、こども病院・感染症センターは建物の老朽化・狭隘化が進んでおり、同じく市立の福岡市民病院とともに小規模でスケールメリットが発揮しづらい事から、両病院を統合し一体的に整備することを求めた。これを受けた福岡市は、アイランドシティ（香椎照葉）を建設候補地として市立病院を統合する方針を2003年9月に決定し、2005年12月に「新病院基本構想」を発表した。
2006年の市長選挙で「こども病院のアイランドシティへの移転を見直す」と公約に掲げていた新人の吉田宏が当選した。吉田市長は2007年1月にアイランドシティ事業検証・検討チームを設置し、市立病院の統合・移転事業についても検証・検討させた。2007年12月に発表された検証・検討報告書では、市立病院は小児・周産期医療と感染症医療に特化すべきで、整備場所はアイランドシティが適しているとした。
その後、2010年の市長選挙でもこども病院の移転事業が争点となったが、同選挙で吉田を破り新人の高島宗一郎が当選・市長就任したのちの2014年（平成26年）11月1日に唐人町から現在地に移転した。

### 年表
- 1976年（昭和51年）2月 - 福岡市病院事業運営審議会の答申により開院が決定。
- 1978年（昭和53年）3月 - 着工。
- 1980年（昭和55年）8月 - 竣工。
- 1980年（昭和55年）9月1日 - 「福岡市立こども病院・感染症センター」が開院。
- 2010年（平成22年）4月1日 - 地方独立行政法人福岡市立病院機構に運営移管。
  - 「地方独立行政法人 福岡市立病院機構 福岡市立こども病院・感染症センター」に改称。
  - 院長の福重淳一郎が法人の理事長に就任。
- 2012年（平成24年）12月 - 新病棟の建設が開始。施工は戸田建設。
- 2014年（平成26年）
  - 4月1日 - 「地方独立行政法人 福岡市立病院機構」の理事長に竹中賢治（福岡市民病院院長）が就任。
  - 8月 - 現在地に新病棟が完成。
  - 11月1日 - 移転を完了し、「福岡市立こども病院」として開院[1]。
  - 11月5日 - 診療を開始。
- 2015年（平成27年）5月1日 - 敷地内の患児家族滞在施設「ドナルド・マクドナルド・ハウスふくおか」が利用開始）[6]。

## 診療科
内科系
- 総合診療科
- 循環器科
- 小児神経科
- 腎疾患科
- 内分泌・代謝科
- 血液・免疫科
- 小児感染症科
- 新生児科
- こころの診療科
- 放射線科
- 呼吸器科
- アレルギー科

外科系
- 心臓血管外科[1]
- 小児外科[1]
- 整形外科
- 脊椎外科
- 形成外科
- 泌尿器科
- 眼科
- 耳鼻咽喉科
- 産科
- 皮膚科
- 脳神経外科
- 麻酔科
- 集中治療科

## 施設
敷地面積35,000m²、延べ床面積28,411.33m²。6階建てで、ヘリポートを有する。敷地内には450台収容可能な駐車場がある。
- 6階（屋上）- ヘリポート
- 5階 - 東病棟・西病棟
- 4階 - 東病棟・西病棟・屋上庭園
- 3階 - 手術部（手術室・血管造影室）、集中治療センター（小児集中治療室・重症治療室）、周産期センター（産科病棟・新生児集中治療室・新生児回復治療室）
- 2階 - 管理部門（中央事務室・福岡市立病院機構本部事務局）、講堂（てりはホール）、福岡市立照葉小中学校（院内学級）、外来受付
- 1階 - 総合案内・総合受付、外来受付、検査受付、薬局・院外処方箋、売店、レストラン

## 交通機関
バス
- 西鉄バス 「こども病院」バス停
  - 「博多駅前（博多バスターミナル1階）」から29・29N番「アイランドシティ照葉」行きのバスに乗車。
  - 「天神中央郵便局前」バス停から22N番「アイランドシティ照葉」行きのバスに乗車。
  - 「千早駅前（西日本鉄道・JR九州）」バス停から1番「アイランドシティ照葉」行きのバスに乗車。

自家用車
- 福岡都市高速道路1号線香椎浜ランプより北西へ約2km
- 福岡都市高速道路6号線アイランドシティ出入口より約650m

## 旧病棟

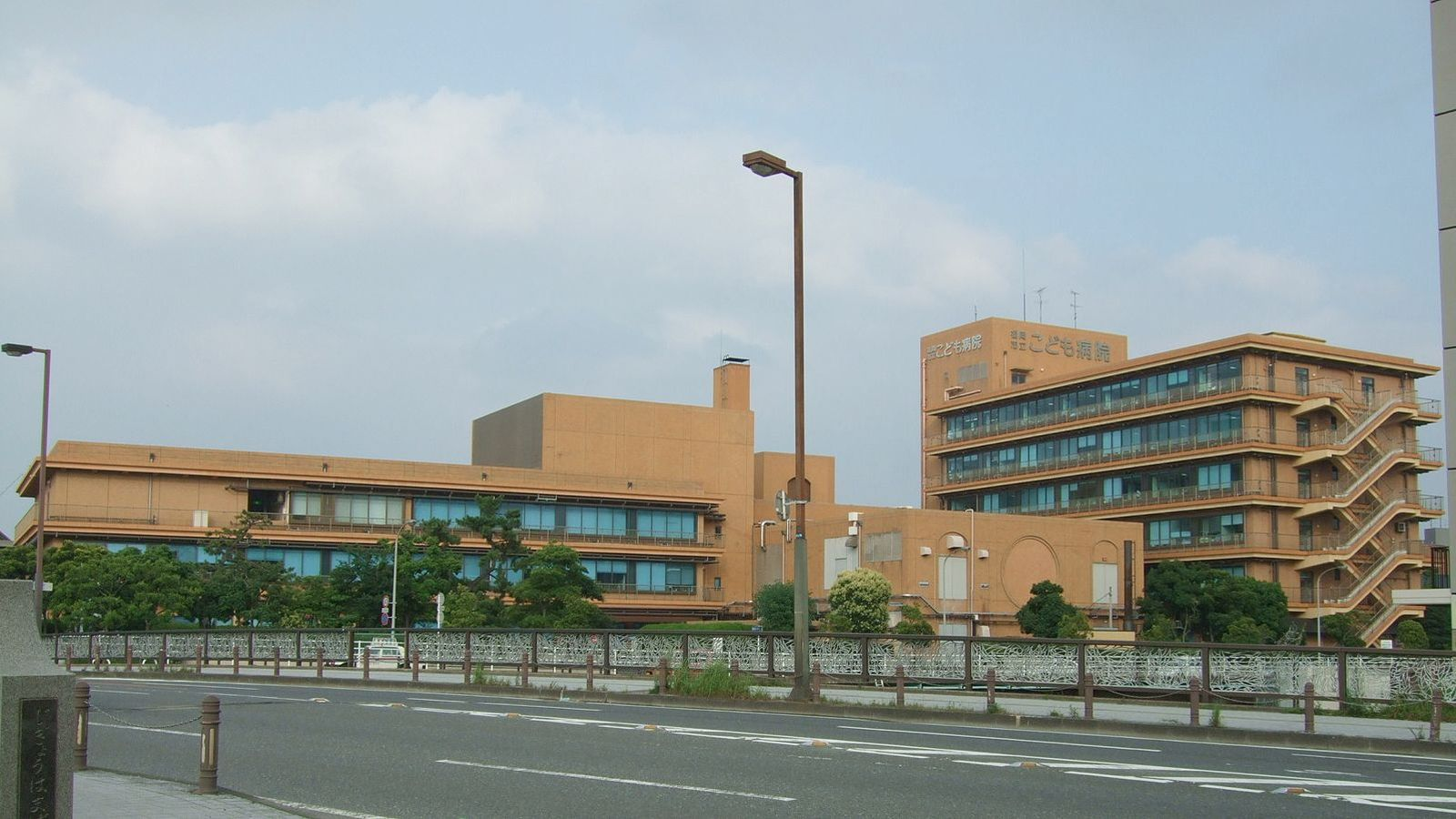
旧病棟（福岡市中央区唐人町）

- 所在地 - 〒810-0063 福岡県福岡市中央区唐人町二丁目5番1号（北緯33度35分34.8秒 東経130度22分5.2秒 / 北緯33.593000度 東経130.368111度）
- 医療機能 - 小児医療（地域・高度）、小児救急医療、周産期医療（2011年（平成23年）4月に認定）、感染症医療（成人を含む）
- 敷地面積 - 約16,900m²
- 延べ床面積 - 約16,500m²
- 病床数 - 194床